# مسجد عمر (اورشلیم)

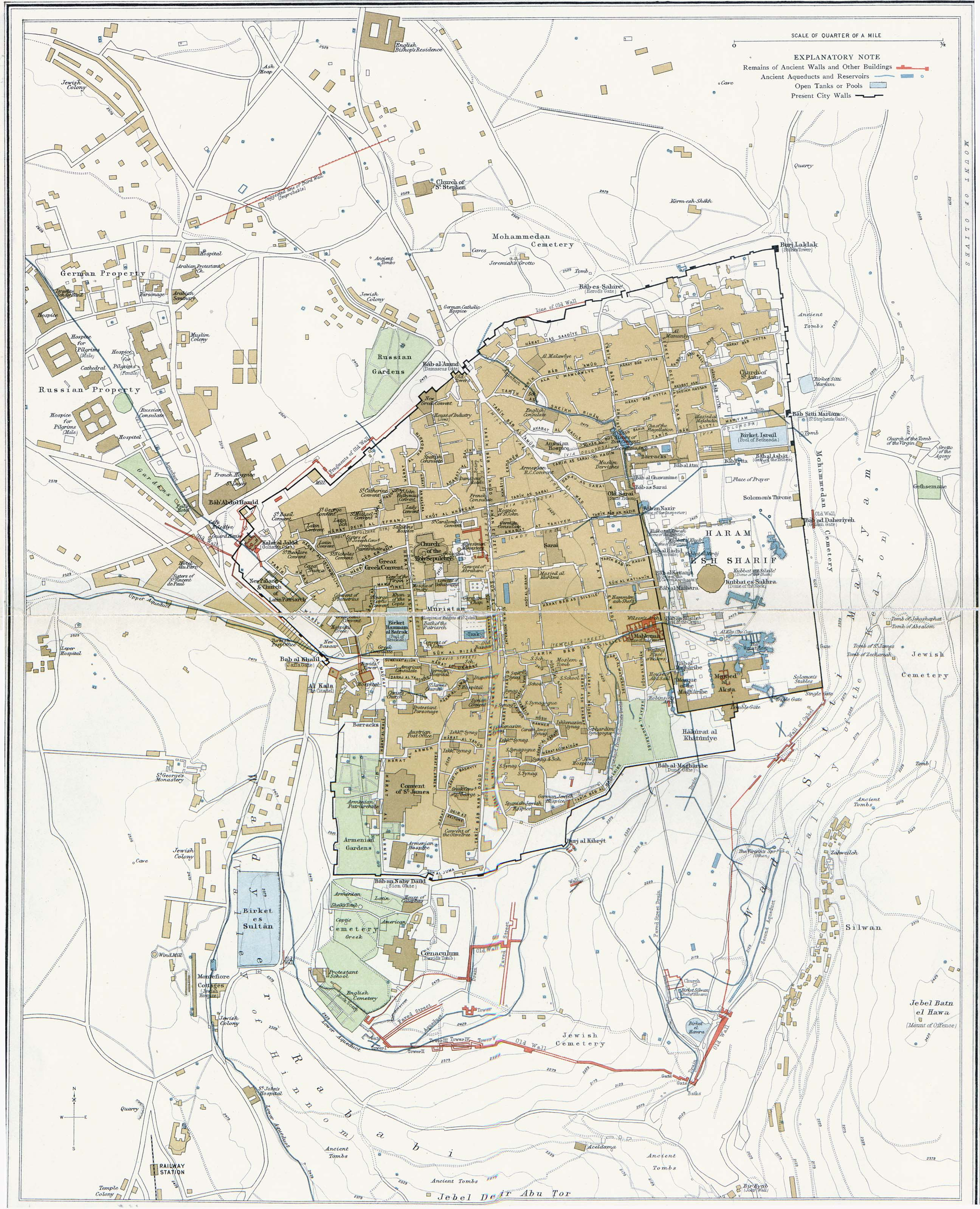
نقشه در سال 1915: در جنوب كنيسهٔ قيامت عمر بن خطاب نماز گزارد و پسر صلاح‌الدين در آنجا مسجدي ساخت.

مسجد عمر در اورشلیم مقابل کنیسهٔ قیامت واقع است و فقط در زمان نمازهای پنجگانه در آن گشوده می‌شود. این مسجد را پسر صلاح‌الدین در سال ۱۲۱۶ میلادی به یاد عمر خلیفه دوم از خلفای راشدین بنا کرد. عمر در مقابل پله‌های کنیسهٔ قیامت در بیت‌المقدس نماز خواند، و این مسجد در جایی بنا شده‌است که عدهٔ زیادی گمان دارند که او در آن زمان در این جا نماز خواند، تا به کنیسهٔ قیامت که در آن زمان نصاری در آن عبادت می‌کردند، حرمتی نهاده باشد.

## نگارخانه

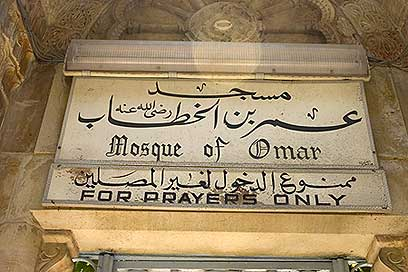
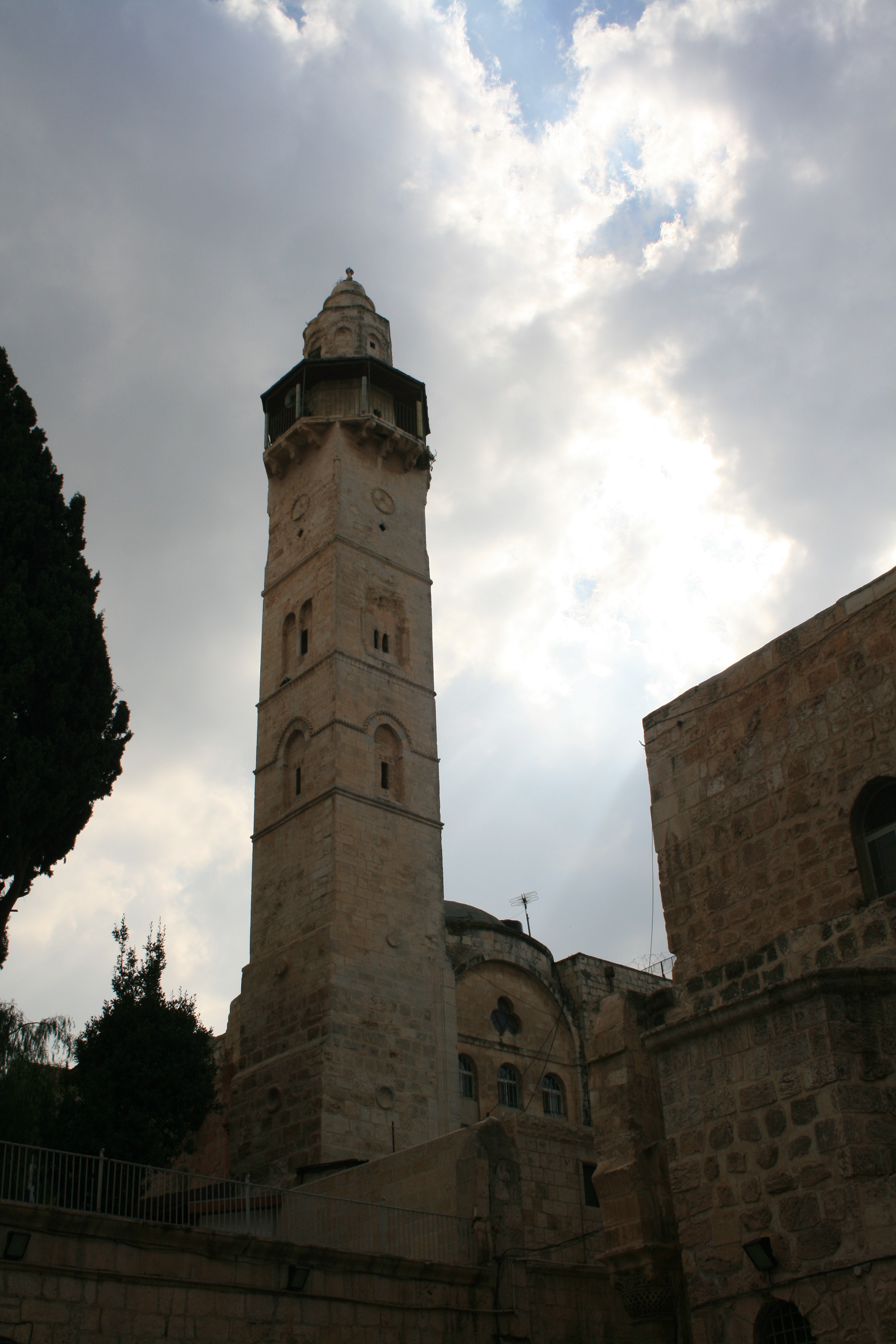